# Segona Edat
En l'obra de J.R.R. Tolkien la Segona Edat fou un període.
Començà amb la derrota de Mórgoth i la fundació de Mithlond i acabà amb la victòria de la Darrera Aliança sobre en Sàuron.
La Segona Edat va conèixer la glòria i la destrucció de Númenor, la guerra entre Sàuron i els elfs i la destrucció del regne dels Gwaith-i-Mírdain. Després de l'arribada dels exiliats dúnedain va tenir lloc la batalla de Dagorlad que va enfrontar els elfs (dirigits per Gil-Galad), els dúnedain (dirigits per n'Elendil i els seus fills) i els nans amb les forces d'en Sàuron; al final la Darrera Aliança va obtenir una victòria pírrica, ja que a la guerra hi van morir en Gil-Galad, Elendil, Anàrion i molts d'altres guerrers valents.
Isíldur va morir poc després en una emboscada que li van preparar els orcs i així es perdé l'Anell Únic.